# Duhem–Quine-tézis
A Duhem–Quine-tézis a tudományelmélet egyik megállapítása, mely szerint a tudományos kijelentések nem egyenként, hanem csoportosan mint bizonyos egységek (elméletek, hipotézisek) elemei hasonlíthatók a tapasztalattal össze.
Az elméletet Pierre Duhem (1861–1916) tudományfilozófus alapozta meg. Ő ugyanis tudományelméleti szempontból nélkülözhetetlennek tartotta a tudományok történetének tanulmányozását. A tudománytörténet arra tanít – állapította meg –, hogy a fizika és metafizika közé nem húzható éles határvonal, hiszen az előbbi a jelenségekkel, a metafizika pedig a mögöttes valósággal foglalkozik. A fizikai elmélet nem ad valódi magyarázatot, csak általános elvekből levezeti a törvényeket. A tudományos igazságkritériuma azonban nem az elméleti keretbe foglalás, hanem a kísérleti adatokkal való egyezés, vagyis az elméletből levezetett előrelátások igazolása. A törvények igazolása azonban csak elméleti keretben lehetséges. Így a tapasztalat általi megerősítés nem egyértelmű bizonyíték, hiszen az előrelátás más elméletből is levezethető. A megcáfolás sem mindig vonja maga után az elmélet elvetését. Legtöbbször az elmélet bizonyos korrekciók után ,,megmenthető”. Éppen ezért nem alkalmazható az úgynevezett döntő kísérlet (experimentum crucis) a versengő hipotézisek közötti választásnál.
Ezt az elképzelést Willard van Orman Quine (1908–2000) analitikus filozófus fejlesztette tovább.